# انجمن ملی اوکراینی

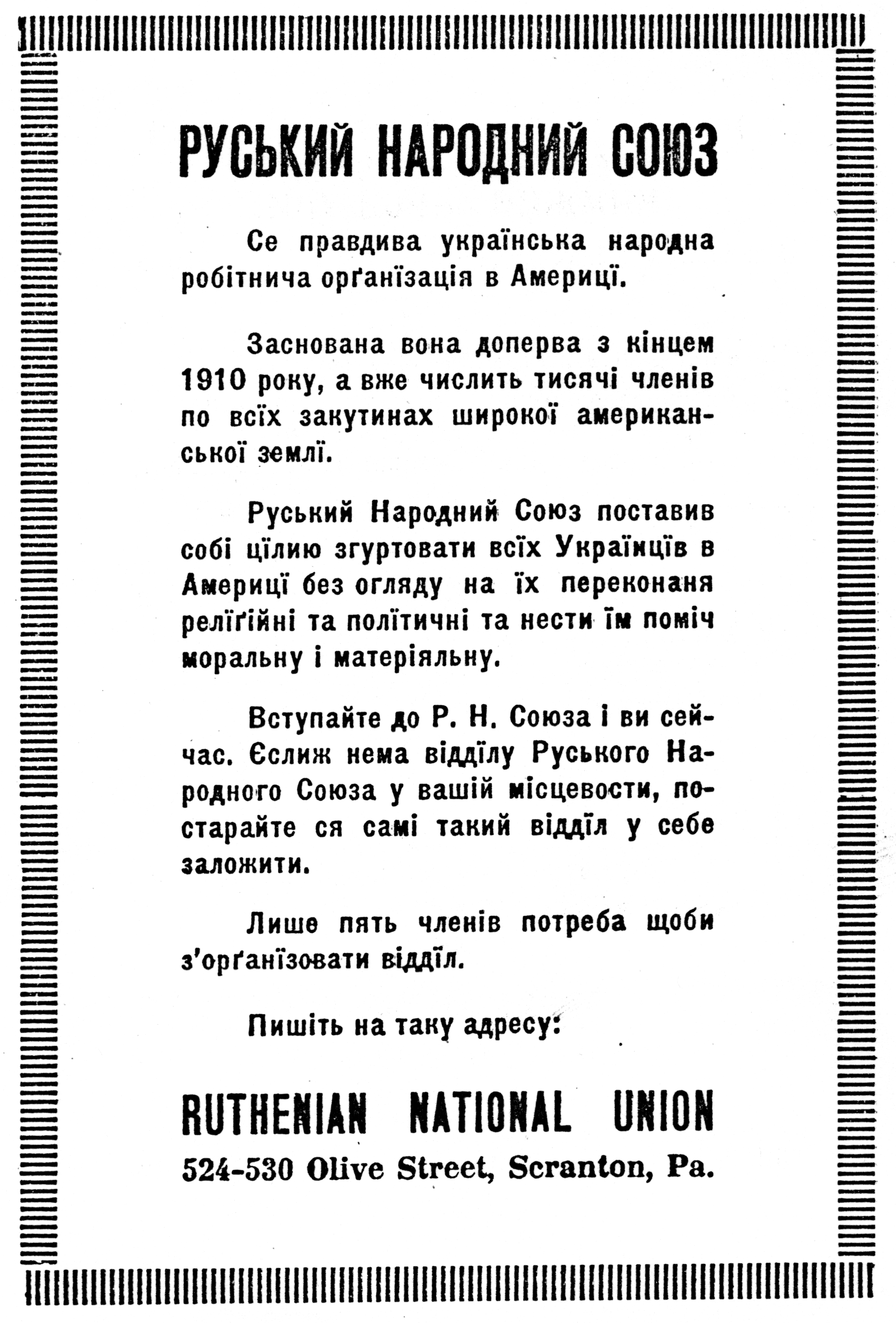
آگهی ۱۹۱۶ میلادی برای عضویت در اتحادیۀ ملی روتنی‌ها

تیپ تبلیغاتی انجمن ملی اوکراینی در ترانس کارپاتیا، فوریه ۱۹۳۹ میلادی

انجمن ملی اوکراینی (به انگلیسی: Ukrainian National Association) (به اختصار: یو‌ان‌ای) (به اوکراینی: Український народний союз)، که قبل از سال ۱۹۱۴ میلادی به عنوان اتحادیۀ ملی روتنی‌ها (به اوکراینی: Руський Народний Союз) شناخته می‌شد، یک سازمان برادری آمریکای شمالی است که در شاموکین، پنسیلوانیا در ۲۲ فوریه ۱۸۹۴ میلادی تأسیس شد. هنگامی که موج اول مهاجران از مناطق غرب اوکراین امروزی به ایالات متحدۀ آمریکا و کانادا آمدند.

## تاریخچه
این انجمن در اصل اتحادیۀ ملی روتنی‌ها (به اوکراینی: Руський Народний Союз) نامیده می‌شد، و تا حدی برای مقابله با نفوذ اتحادیۀ کاتولیک یونانی مجاری ایالات متحده آمریکا تأسیس شد. اتحادیه، روزنامۀ اسوبودا (آزادی) را به عنوان ارگان خود پذیرفت و به دنبال توسعۀ یک هویت مشخص اوکراینی بود. اتحادیه پیشنهادهایی برای تأمین نیازهای مادی، مانند هزینه‌های تشییع جنازه و مراقبت از اعضای بی‌بضاعت و در عین حال ترویج فرهنگ اوکراینی را ارائه می‌کرد.
اتحادیه بعداً نام خود را به انجمن ملی اوکراینی تغییر داد تا به‌ طور خاص بر هویت فرهنگی قومی اوکراینی تاکید کند.
در طول جنگ سرد، یو‌ان‌ای (انجمن ملی اوکراینی) به نمایندگی از استقلال اوکراین حمایت کرد. همچنین از ایجاد یک مرکز مطالعات اوکراین در دانشگاه هاروارد، برپایی بنای یادبود تاراس شوچنکو در واشینگتن دی.سی. و انتشار اوکراین: فرهنگ‌نامۀ مختصر حمایت کرد.
یو‌ان‌ای رابطه نزدیکی با کلیسای ارتدکس اوکراین ایالات متحدۀ آمریکا دارد.

## عضویت
عضویت برای کسانی که تبار اوکراینی دارند یا با فردی اوکراینی ازدواج کرده‌اند آزاد است. افراد زیر شانزده سال باید به بخش جوانان بپیوندند.
در سال ۱۹۶۵ میلادی یو‌ان‌ای، ۸۴/۴۱۴ عضو داشت. تا سال ۱۹۷۹ میلادی این تعداد به ۸۱/۰۰۰ کاهش یافت. این تعداد در سال ۱۹۹۵ میلادی به ۶۹/۰۰۰ عضو رسید. اکنون بیش از ۵۰/۰۰۰ عضو در ایالات متحدۀ آمریکا و کانادا دارد که بیش از ۱۷۰ میلیون دلار بیمۀ عمر در یو‌ان‌ای دارند.
در سال ۱۹۷۹ میلادی یو‌ان‌ای دارای ۴۶۵ واحد محلی در بیست و نه ناحیۀ ایالات متحدۀ آمریکا و کانادا بود. مقر آن در شهر جرسی، نیوجرسی بود.

## فعالیت‌ها
در سال ۱۹۵۲ میلادی، این سازمان مرکز میراث سویوزیوکا را در کتزکیلز برای استفاده به عنوان یک مرکز فرهنگی توسط اعضای خود تأسیس کرد. این انجمن هفته‌نامۀ انگلیسی زبان، هفته‌نامۀ اوکراینی و روزنامۀ اوکراینی زبان اسوبودا و ماهنامۀ وسلکا را تأسیس کرد. همچنین از مدرسۀ تابستانی، رقص‌های محلی، رویدادهای فرهنگی و اهدای خیریه حمایت می‌کند.